# Urgent
Urgent è un singolo dei Foreigner scritta da Mick Jones e pubblicata come primo singolo estratto del loro album di successo 4 nel 1981.

## Storia
Nel 1981 i Foreigner entrarono in studio con il produttore Robert John "Mutt" Lange, meglio noto ai tempi per la sua collaborazione con gli AC/DC. Il sound dei Foreigner non era abbastanza forte e la band lavorò con l'allora sconosciuto Thomas Dolby per programmare e utilizzare i sintetizzatori. Il contributo di Dolby può essere ascoltato proprio in Urgent, insieme ad un assolo di sassofono del famoso musicista Junior Walker della Motown.

## Successo in classifica
Il singolo debuttò in classifica negli Stati Uniti il 4 luglio 1981 e arrivò fino al quarto posto della Billboard Hot 100, mantenendo questa posizione per l'intero mese di settembre. Urgent raggiunse inoltre il primo posto della Mainstream Rock Songs restandoci per quattro settimane.
Urgent è stato il singolo di maggior successo estratto dall'album 4 nelle radio album-oriented rock, nonostante sia stato superato nelle vendite da Waiting for a Girl Like You, il singolo successivo che raggiunse il secondo posto della Billboard Hot 100 nel novembre del 1981 e mantenne questa posizione fino al gennaio dell'anno successivo, per un totale di 10 settimane consecutive al numero 2. L'album 4 ottenne il suo primo disco di platino durante la permanenza in classifica del singolo Urgent. L'album verrà alla fine certificato sei volte disco di platino dalla RIAA per le vendite di oltre 6 milioni di copie nei soli Stati Uniti.
La canzone è stata il singolo di maggior successo commerciale dei Foreigner dopo I Want to Know What Love Is sia in Canada sia in Svezia, raggiungendo il primo posto in Canada nel settembre del 1981 e il 20º posto in Svezia nel marzo del 1982. In Australia, Urgent raggiunse il 24º posto nell'agosto del 1981. È inoltre arrivata alla prima posizione in classifica in Sudafrica.
Nel Regno Unito la canzone si piazzò solamente al 54º posto della Official Singles Chart al momento della sua prima pubblicazione. Nel 1982, dopo il successo di Waiting for a Girl Like You nel Regno Unito, Urgent venne ripubblicata raggiungendo il poco più alto 45º posto.
Il singolo ha goduto di popolarità duratura ed è rientrato in classifica nel 2008, raggiungendo la posizione numero 84 in Svizzera.

## Tracce
7" Single Atlantic 3831
1. Urgent (versione radiofonica) – 3:57
2. Girl on the Moon – 3:53

7" Single Atlantic 11 688
1. Urgent (versione radiofonica) – 3:57
2. I'm Gonna Win – 4:53

7" Single Atlantic K 11728
1. Urgent (versione radiofonica) – 3:57
2. Head Games (Live) – 6:55

7" Single Atlantic OS 13232
1. Urgent (versione radiofonica) – 3:57
2. Waiting for a Girl Like You – 4:53

## Cover
Junior Walker, che suona il sassofono nella canzone dei Foreigner, ha registrato una propria versione del pezzo per il suo album Blow the House Down del 1983. La versione di Walker è stata successivamente inserita nel film Cercasi Susan disperatamente di Madonna nel 1985.
La cantante dance Shannon ha inciso una nuova versione della canzone per il suo album del 1985, Do You Wanna Get Away. L'album è stato distribuito dalla stessa etichetta discografica dei Foreigner, l'Atlantic Records. La canzone venne estratta come quarto singolo dall'album, raggiungendo per due settimane il 68º posto della Hot R&B Songs nel novembre e nel dicembre del 1985.